# Inspekteur der Kampfflieger
Inspekteur der Kampfflieger (em português: Inspector de Voo de Combate) foi uma posição, não uma patente, dentro do Alto Comando da Luftwaffe. O inspector  era responsável pela prontidão, treino e tácticas da linha de bombardeiros alemães. O militar nesta função, a partir de 1942, foi renomeado General der Kampfflieger.

## Generais
- Oberst Paul Schultheiss (Janeiro - Outubro de 1940)[2]
- Generalleutnant Johannes Fink (Outubro de 1940 - Outubro de 1942)[3]
- Generalmajor Dietrich Peltz (Janeiro - Setembro de 1943)[4]
- Oberstleutnant Joachim Helbig (Março - Agosto de 1943)[5]
- Oberst Walter Marienfeld (Fevereiro - Outubro de 1944)
- Generalmajor Walter Storp (Outubro de 1944 - Janeiro de 1945)
- Oberst Werner Baumbach (Novembro de 1944 - Janeiro de 1945)[6]
- Oberst Hans-Henning von Beust (Fevereiro - Maio de 1945)[7]